# Estadio municipal de futbol Palamós-Costa Brava
El estadio municipal de fútbol Palamós-Costa Brava es un estadio de fútbol situado en Palamós, en la provincia de Gerona (Cataluña, España). Se inauguró el martes 29 de agosto de 1989 con el nombre de Nou Estadi de Palamós y tiene una capacidad para 5938 espectadores.

## Historia
El Estadio Municipal Palamós Costa Brava es un estadio multiusos donde actualmente juega el Palamós Club de Fútbol.
El Palamós Costa Brava se convirtió en el nuevo estadio del Palamós Club de Fútbol sustituyendo el Campo de Cervantes. El primer partido fue un amistoso que terminó en 2-1 y donde el Palamós CF venció al FC Barcelona.
El primer partido oficial de competición fue el 10 de septiembre y terminó con un empate a 1 con el Levante de la Segunda División de España. Este fue el período más exitoso del club, ya que permaneció en la segunda división durante seis temporadas. Por eso el estadio acogió partidos de segunda A entre 1989 y 1995.
Desde el 7 de julio de 2014 pasó a jugar la Unión Deportiva Llagostera. La decisión se tomó ante la imposibilidad de cumplir con los requisitos de la Liga de Fútbol Profesional para jugar en la segunda división española de fútbol en el municipal de Llagostera y después de que las negociaciones para jugar en el Estadio Municipal de Montilivi no prosperaran. El estadio no cumplía los requisitos de la Liga de Fútbol Profesional. Por este motivo el verano de 2015 el estadio se renovó añadiendo nuevos asientos y reduciendo la capacidad hasta los 3724 espectadores.
El 17 de agosto de 2014 el estadio pasó a llamarse estadio municipal Palamós-Costa Brava.

## Espacios complementarios
- Seis vestuarios para grupos
- Dos vestidores para técnicos y árbitros
- Una sala de prensa
- Dos bares (zona de tribuna y de general)
- Un botiquín[2]